# Brote de cólera en Copenhague de 1853
El brote de cólera en Copenhague de 1853 fue un brote grave de cólera que se produjo en Copenhague, Dinamarca en 1853 como parte de la tercera pandemia de cólera. Mató a unas 4800 personas.

## Antecedentes
Los profesionales médicos habían advertido desde la década de 1840 por las pésimas condiciones sanitarias en la ciudad como una combinación de la falta de instalaciones y servicios sanitarios adecuados y el aumento de la sobrepoblación debido a la prohibición del desarrollo urbano fuera de las Murallas de la Ciudad.

## Brote
El brote se produjo el 11 de junio de 1853 y se prolongó hasta octubre, cuando se desvaneció. Se notificaron un total de 7219 infecciones, de las cuales 4737 murieron (56.7%). Desde Copenhague, el brote se extendió a las provincias donde 24 ciudades resultaron afectadas y 1.951 personas murieron.

## Secuelas
El brote de cólera fue un factor clave en la decisión de desmantelar las fortificaciones de Copenhague, aunque el paso se retrasó mucho tiempo y había estado en marcha durante décadas. El brote de cólera también contribuyó a la decisión de la ciudad de construir un nuevo mercado de ganado, el llamado Distrito de Kødbyen, y un suministro de agua municipal más seguro.
También dio lugar a varios desarrollos de viviendas construidas por organizaciones filantrópicas para proporcionar hogares saludables fuera del centro de la ciudad para personas de pocos medios. La Sociedad Médica completó la primera etapa del desarrollo de viviendas ahora conocido como Brumleby en Østerbro en 1857. Se consideran el primer ejemplo de vivienda social de Dinamarca. El Classenske Fideicommis adquirió un terreno de tres hectáreas en Frederiksberg en 1856 y construyó las Terrazas Classen (De Classenske Boliger) entre 1866 y 1881.